# Y tu amor es una vieja medalla
«Y tu amor es una vieja medalla» es una canción compuesta por el músico argentino Luis Alberto Spinetta, incluida en el álbum Kamikaze de 1982, álbum ubicado en la posición n.º 24 de la lista de los 100 mejores discos del rock argentino por la revista Rolling Stone.
En el álbum Kamikaze, el tema es interpretado por Spinetta con su guitarra acústica Ovation y Diego Rapoport en mini moog.

## La canción
"Y tu amor es una vieja medalla" es el noveno track (tercero del Lado B del disco de vinilo original) del álbum Kamikaze. Es interpretada por Spinetta con su guitarra acústica Ovation y Diego Rapoport en mini moog.
Se trata de un tema relativamente rápido en la que el cantante se habla a sí mismo y reflexiona sobre su vida, diciéndose a sí mismo "y tu amor es una vieja medalla", para concluir con un final abierto con puntos suspensivos: "pues yo lo encontraré..."
El amor era una cuestión esencial para Spinetta y es uno de los temas habituales de sus canciones. Solo el amor puede sostener es el título de uno de sus álbumes.

El amor en la poética de Spinetta se presenta en algunas oportunidades como un objeto preciado, un objeto por recuperar y/o encontrar:

"y tu amor es una vieja medalla
y tu amor yo lo encontraré".
Matías Rótulo